# Deelstaten van Oostenrijk
De deelstaten van Oostenrijk zijn de negen deelstaten (Duits: Bundesländer) waarin Oostenrijk bestuurlijk is onderverdeeld. Deze vormen gezamenlijk een federatie. Iedere deelstaat is op zijn beurt weer onderverdeeld in districten (Bezirke).
| Kaart                                  | Deelstaat     | Hoofdstad  |
| -------------------------------------- | ------------- | ---------- |
|                                        | 1. Burgenland | Eisenstadt |
| 2. Karinthië (Kärnten)                 | Klagenfurt    |            |
| 3. Neder-Oostenrijk (Niederösterreich) | St. Pölten    |            |
| 4. Opper-Oostenrijk (Oberösterreich)   | Linz          |            |
| 5. Salzburg                            | Salzburg      |            |
| 6. Stiermarken (Steiermark)            | Graz          |            |
| 7. Tirol                               | Innsbruck     |            |
| 8. Vorarlberg                          | Bregenz       |            |
| 9. Wenen (Wien)                        | Wenen         |            |